# Dilaram Khanum
Dilaram Khanum, död 1647, var en persisk slav av georgiskt ursprung. Hon var slavkonkubin till kronprins Mohammad Baqer Mirza (död 1614) och mor till shah Safi I, som efterträdde sin farfar. Hon hade stort inflytande under sin sons regeringstid 1629-1642. 